# Théâtre de l'Ambigu-Comique
Le théâtre de l’Ambigu-Comique est une ancienne salle de spectacle parisienne, fondée en 1769 sur le boulevard du Temple par Nicolas-Médard Audinot. Ayant brûlé en 1827, le théâtre est reconstruit l'année suivante sur le boulevard Saint-Martin, à l’angle de la rue de Bondy (actuelle rue René-Boulanger dans le 10e arrondissement de Paris). Le théâtre est définitivement fermé en 1966 puis le bâtiment est démoli.

## Histoire

### Le premier théâtre, boulevard du Temple
Vers le milieu du XVIIIe siècle, Audinot, ancien comédien de l’Opéra-Comique qu’il avait quitté pour devenir joueur de marionnettes aux foires, a déjà réussi dans une des loges de la foire Saint-Germain, où ses grandes marionnettes dites « bamboches » eurent la vogue. Intitulé à sa fondation, les « Comédiens de bois », l’Opéra-Comique propose des pantomimes et des féeries, puis son répertoire s’élargit pour inclure des marionnettes, des enfants, des acrobates ; on y joue des comédies, des vaudevilles, des opéras comiques, des drames, des pantomimes.
La variété et le mélange de ces moyens dramatiques justifient et expliquent le changement, au bout d’un an, du nom de ce théâtre, de « Comédiens de bois » à celui d’« Ambigu-Comique », lorsqu’Audinot substitue des enfants à ses marionnettes. Les bénéfices qu’il réalise servent à édifier l’Ambigu-Comique, où il transporte ses acteurs de bois. L’inauguration de cette salle a lieu le 9 juillet 1769. En avril suivant, Audinot obtient de joindre à ses marionnettes quelques jeunes enfants qu’il forme à l’art du théâtre. Il fait peindre sur son rideau d’avant-scène cette devise : Sicut infantes audi nos (« Écoute-nous comme si nous étions des enfants »). Son succès fait dire à Delille : « Chez Audinot, l’enfance attire la vieillesse. »
Bachaumont constate, en 1771, que le théâtre d’Audinot est plus fréquenté que l’Opéra.
Une exigence de l’Opéra provoque un arrêt du Conseil en 1771 lui interdisant de chanter, de danser et d’avoir plus de quatre musiciens : cette mesure entraîne une grande émotion qui fait retirer cet arrêt quelques jours après. Jugeant, en 1772, le moment venu d’agrandir la salle, il supprime alors ses marionnettes pour leur substituer des enfants. N’ayant pas fini avec les ennuis que lui suscitent les grands théâtres, il doit à partir de 1780 payer à l'Opéra un droit par représentation et s’engager à n’utiliser, en fait de ballets ou de morceaux lyriques empruntés à cette scène, que des compositions ayant au moins dix années d’existence. La Comédie-Française et la Comédie-Italienne stipulent, de leur côté, que les pièces dialoguées du répertoire doivent leur être soumises, pour y apporter les changements qui leur conviennent, avant d’être jouées.
Malgré ces tracasseries et ces charges, l’Ambigu peut être reconstruit et agrandi en 1786. Audinot maintient son succès grâce à des pantomimes historiques et romanesques comme La Belle au bois dormant, Le Masque de fer, La Forêt-Noire, Le Capitaine Cook, etc. Les comédies graveleuses de Plainchesne et Moline, fournisseurs attitrés de son théâtre, aident également à sa prospérité.
En 1791, la proclamation de la liberté des théâtres suscite un grand nombre de scènes rivales à l’Ambigu, qui doit fermer en 1799. En 1801, l’Ambigu inaugure le mélodrame avec Guilbert de Pixerécourt, Caigniez et Victor Ducange.

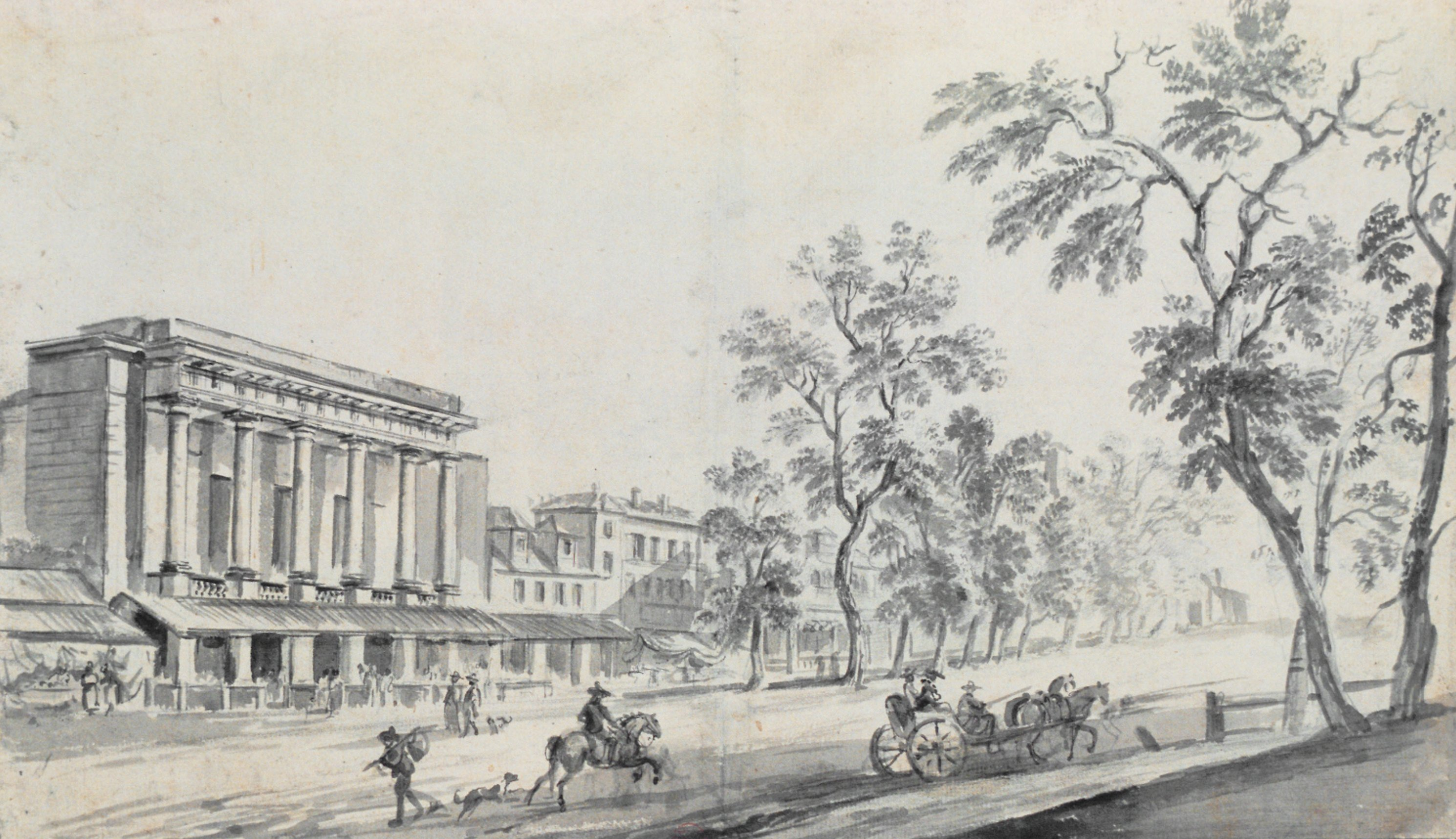
Le théâtre de l’Ambigu au XVIIIe siècle, dessin de Jean-Baptiste Lallemand.
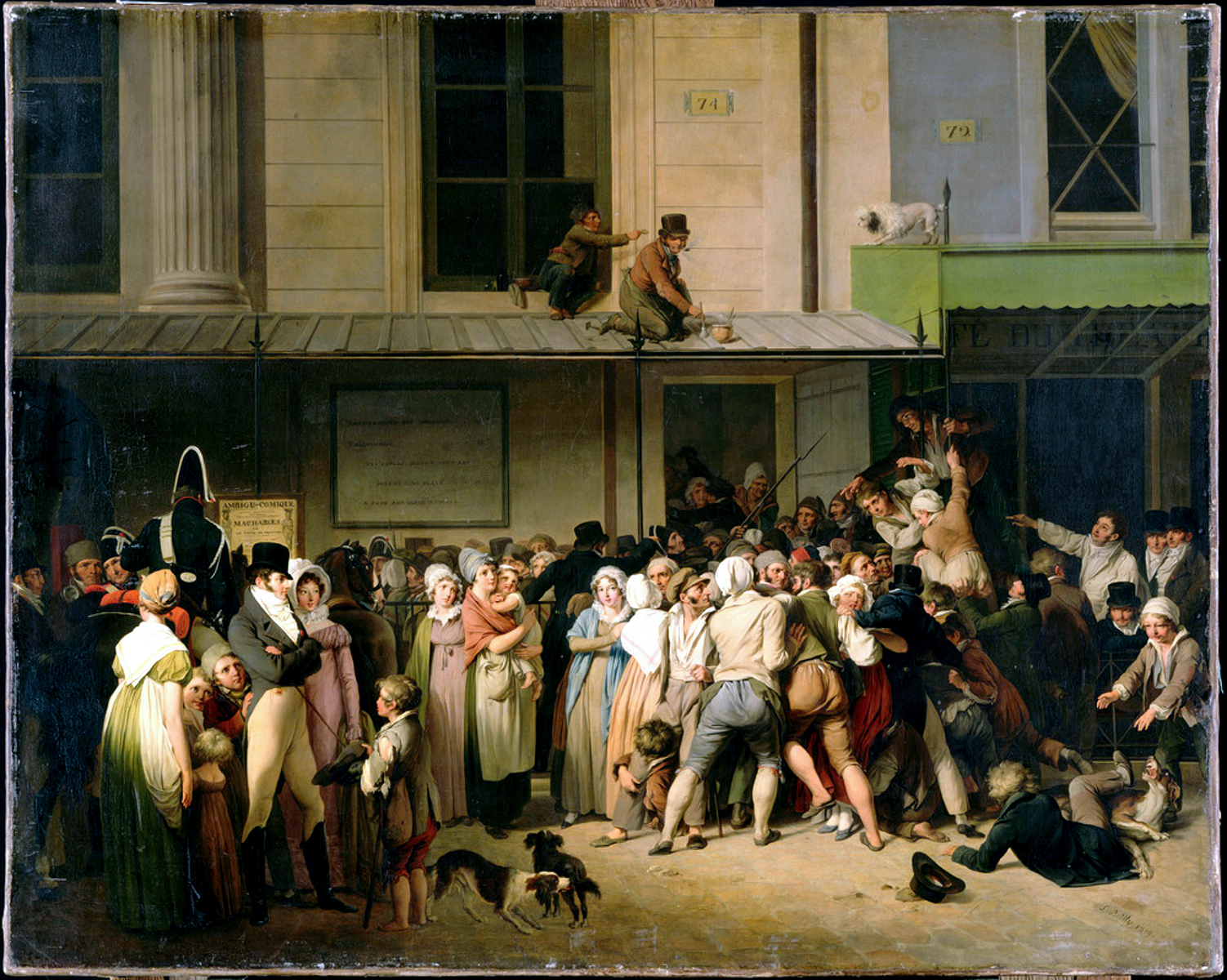
L’entrée du théâtre de l’Ambigu-Comique à une représentation gratis, Louis-Léopold Boilly (1819).
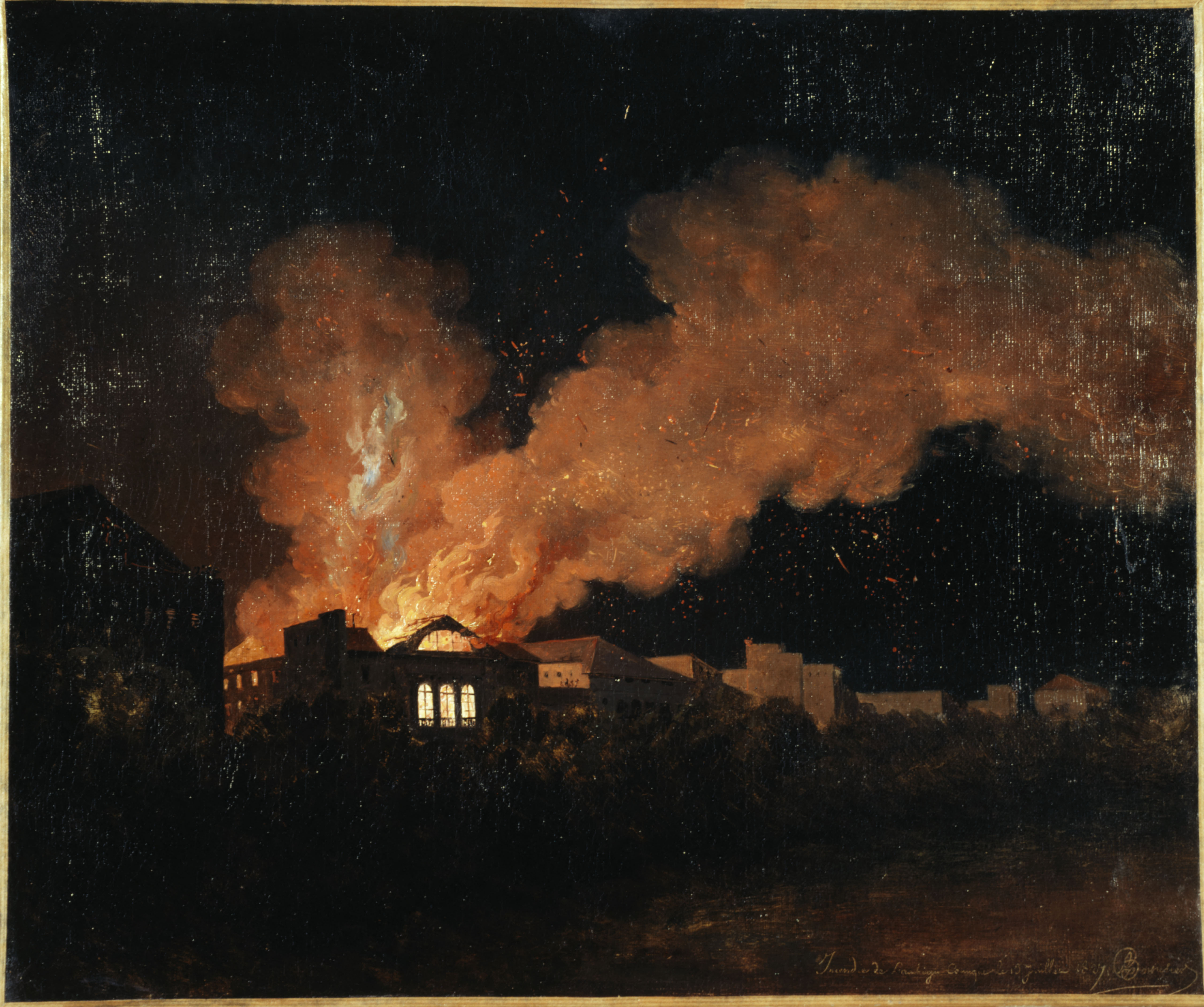
L'incendie du théâtre de l'Ambigu-Comique le 13 juillet 1827, Antoine-Félix Boisselier (1827)

### Le deuxième théâtre, boulevard Saint-Martin / rue de Bondy (René-Boulanger)
Ayant brûlé le 13 juillet 1827, l'Ambigu est reconstruit, sur les plans d'Hittorf et Lecointe, sur le boulevard Saint-Martin, au coin de la rue de Bondy (actuelle rue René-Boulanger). Il est inauguré le 7 juin 1828, sous la direction de Frédérick Lemaître.
Charles Desnoyer en prend la direction en mai 1852, suivi par Charles de Chilly, en février 1858.
En 1877, Henri Larochelle, avec son partenaire Eugène Ritt, prennent la direction du théâtre. Henri Chabrillat leur succède en 1878 comme directeur. Son administration grevée de dettes ne survit que grâce au succès de L'Assommoir et de Nana. Il cède le bail de son théâtre à Sarah Bernhardt à fin juillet 1882.
Au XIXe siècle, l’Ambigu voit son succès augmenter, à mesure que s’y donnent des pièces à grand spectacle, des drames, des mélodrames, des pièces de boulevard et des vaudevilles : le théâtre reste ainsi le représentant le plus fidèle des traditions dramatiques du « Boulevard du crime ».
Dans les années 1920, le théâtre est passagèrement transformé en salle de cinéma.
En 1942, Pierre Frondaie en prend la direction, y fait jouer ses pièces et les met en scène. À sa mort en 1948, sa veuve Maria Favella (1907-2002) en prend les rênes jusqu'en 1954.
Ensuite, le comédien Christian Casadesus rouvre l’Ambigu-Comique : on y joue à nouveau des pièces de théâtre, dont des auteurs contemporains comme François Billetdoux et Roger Vitrac.
D'octobre 1961 à juillet 1962, la scène de l'Ambigu-Comique accueille les enregistrements de l'émission de la RTF Les Optimistes du lundi. Animée par Jean Nohain, elle propose selon la tradition du music-hall une alternance de sketchs comiques, de chansons et de numéros, par exemple de prestidigitation.
En 1966, le théâtre est, en dépit de nombreuses manifestations et d’un spectaculaire défilé de la profession tout entière, définitivement fermé puis démoli. Les services d’André Malraux, ministre de la Culture, promettent d’abord que la salle sera préservée, puis que le bâtiment le sera, alors que les travaux de démolition ont déjà commencé. Le site est aujourd’hui un immeuble de bureaux, notamment occupé par le Fongecif Île-de-France.

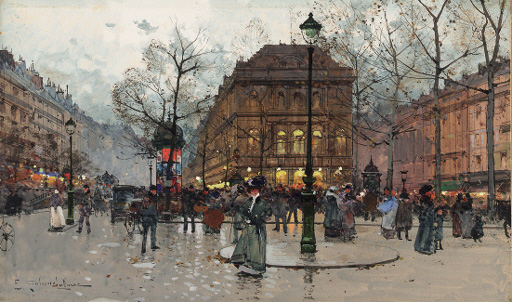
Boulevard Saint-Martin, matinée à l’Ambigu, Eugène Galien-Laloue (1909).
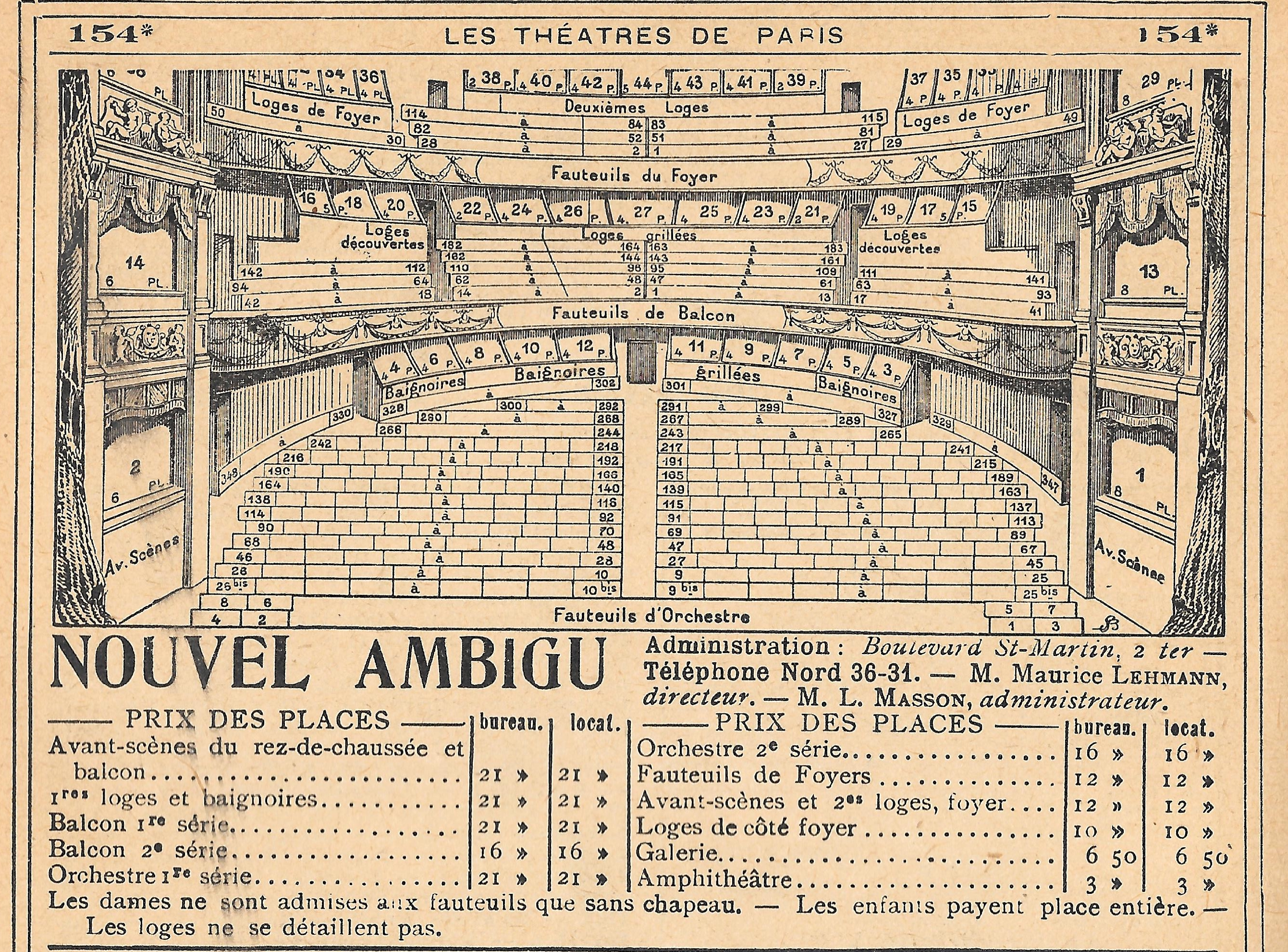
Plan du théâtre Le Nouvel Ambigu en 1925, avec l’indication du prix des places et de l’administration.
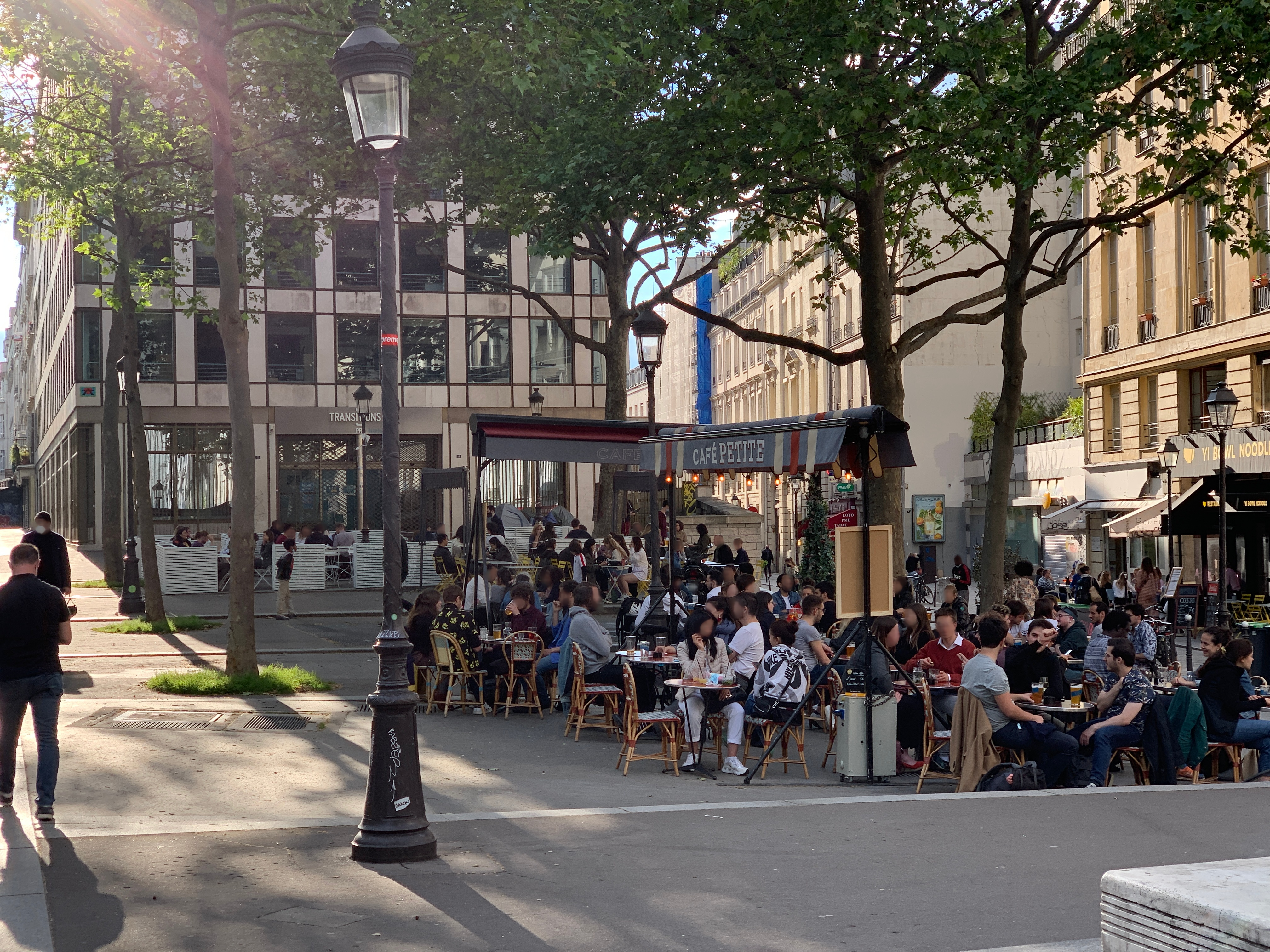
L'emplacement de l’ancien théâtre en 2021.

## Pièces créées au théâtre de l'Ambigu-Comique
- Les Pauvres de Paris, drame en cinq actes et sept tableaux d'Édouard Brisebarre et Eugène Nus, créée le 5 septembre 1856.

## Galerie d'affiches

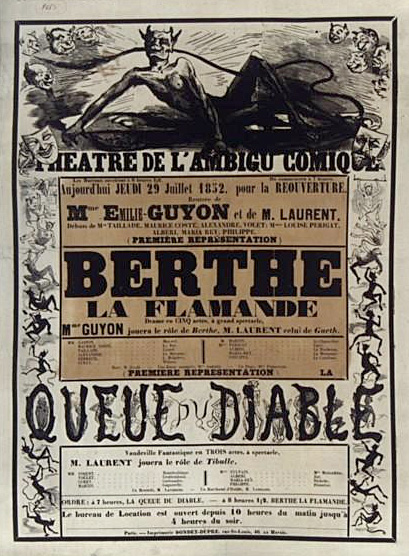
Berthe la Flamande (1852).
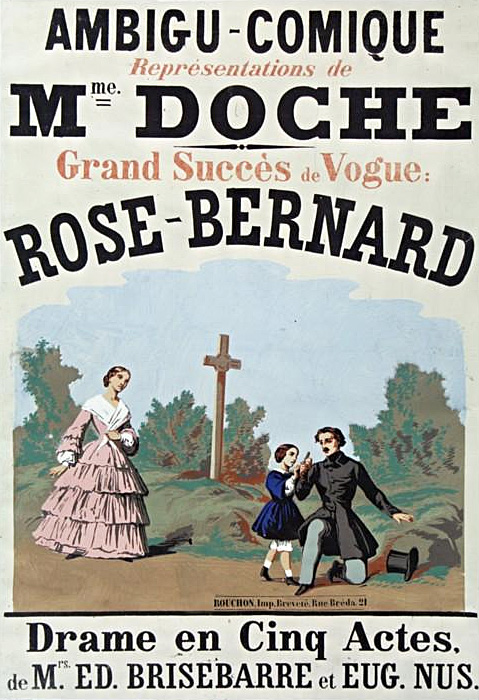
Rose-Bernard (1857).
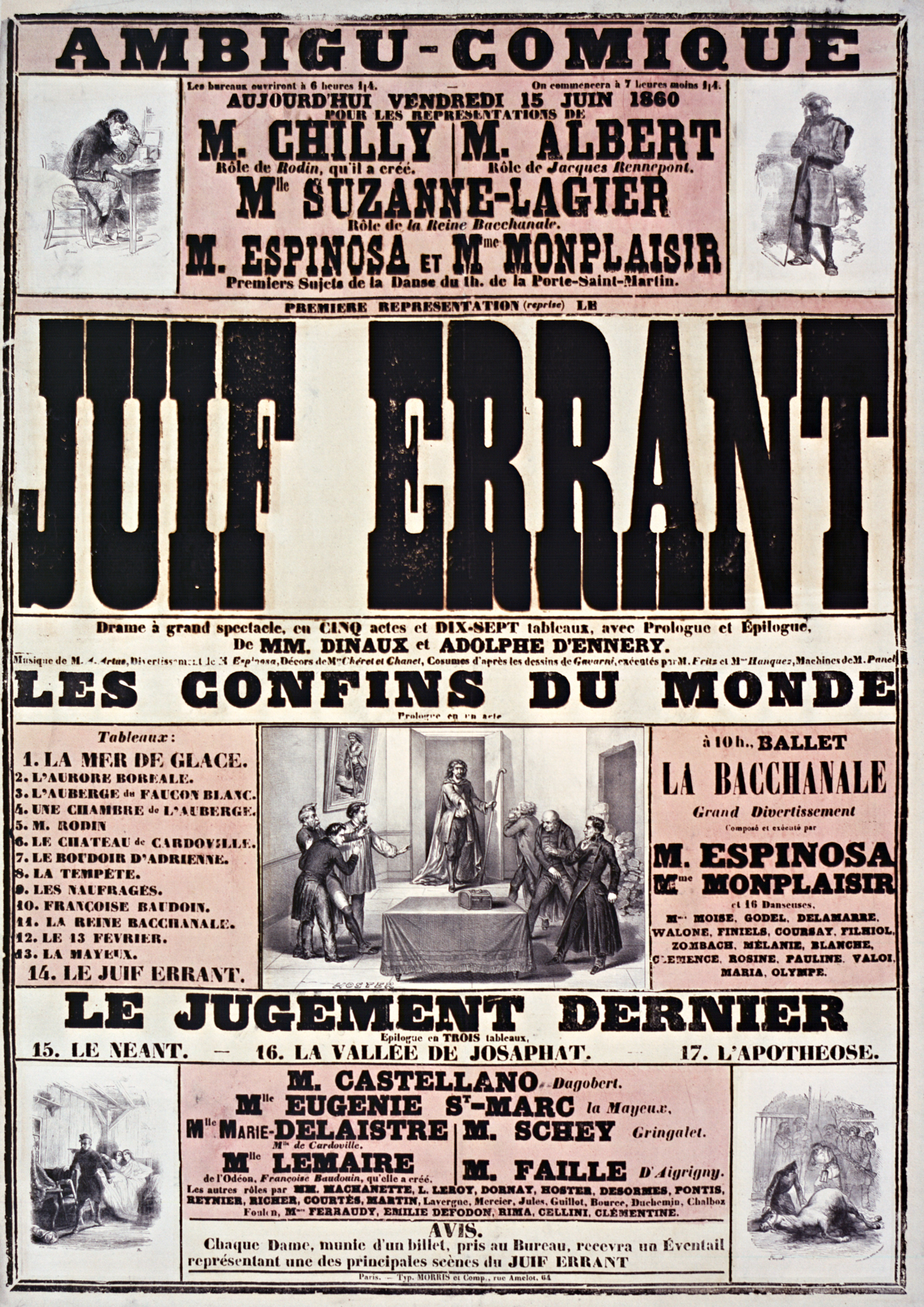
Le Juif errant (1860).
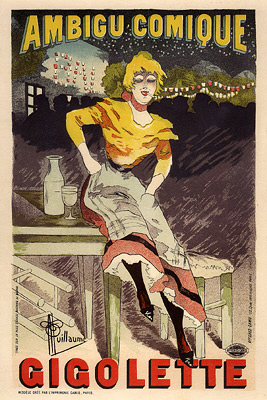
Gigolette (1896).
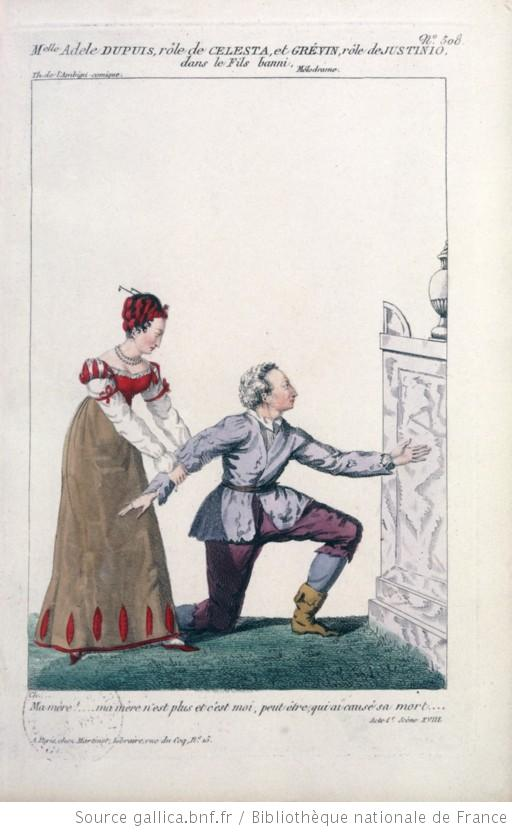
Le Fils banni, avec Adèle Dupuis.